# Älskade hundar
Älskade hundar (originaltitel: Amores perros) är en mexikansk film från 2000 i regi av Alejandro González Iñárritu och skriven av Guillermo Arriaga. Vid Oscarsgalan 2001 var filmen nominerad för bästa utländska film.

## Handling
Filmen består av tre separata berättelser som är sammanflätade genom en bilolycka som för samman personerna i filmen.
Berättelsen "Octavio och Susana" handlar främst om Gael García Bernal och Vanessa Bauche. Susana är Octavios svägerska men Octavio är förälskad i henne och tycker inte om hur hans bror, Ramiro, behandlar henne. Susana har också någon slags relation med Octavio och han försöker övertala henne att lämna Ramiro och fly iväg med honom. Eftersom Octavio har behov av att tjäna pengar, så att Susana och han ska kunna fly och starta ett liv tillsammans, blir Octavio inblandad i att arrangera hundslagsmål. Octavio tjänar mycket pengar på att använda sin brors hund Cofi, men hunden blir till slut svårt skadad då en rivaliserande hundägare skjuter Cofi. Octavio knivhugger sin rival som hämnd och flyr från platsen med den skadade hunden och sin bästa kompis i sin bil. Efter en vild biljakt krockar Octavio, vilket resulterar i att hans kompis dör och Octavio blir svårt skadad. 
Berättelsen "Daniel och Valeria" handlar om Álvaro Guerrero och Goya Toledo. Daniel är en framgångsrik publicist som lämnar sin familj att leva med den spanska supermodellen Valeria. Valeria blir svårt skadad i bilolyckan med Octavios bil och kan därefter inte arbeta som modell under en tid, eftersom hon hamnar i rullstol i väntar på att såren skall läka. Valerias hund försvinner under golvbrädorna i hennes och Daniels lägenhet en dag och stannar där i flera dagar. Den saknade hunden utlöser allvarliga spänningar för paret vilket leder till många bråk och tvivel om deras förhållande från båda sidor. Valeria skadar sig ytterligare då hon försöker hjälpa hunden att komma upp ur golvet, vilket leder till allvarliga inre blödningar och sedermera kallbrand. Läkarna tvingas amputera benet, vilket förstör alla hennes chanser att fortsätta med modellyrket. Hon inser att det liv hon hittills levt med största sannolikhet är förstört, eftersom hennes karriär och självkänsla som modellyrket gav henne har tagits ifrån henne.
Berättelsen "El Chivo och Maru" handlar främst om Emilio Echevarría och Lourdes Echevarria. Berättelsen handlar om en före detta professor (El Chivo) som många år tidigare lämnade sitt medelklassliv för att slåss tillsammans med en gerillarörelse, vilket ledde till ett långt fängelsestraff. Han har inte haft någon kontakt med sin familj och lever som en hemlös man. Han följs ständigt av ett stort antal hundar, som han bor med i ett enkelt och smutsigt hus, och verkar vara det enda han bryr sig om. Trots detta liv försörjer han sig som yrkesmördare. Genom hela denna berättelse försöker El Chivo få kontakt med sin dotter, Maru, som han övergav när hon var barn och som tror att han är död. 
El Chivo blir anlitad av en man för att döda hans företagspartner men upptäcker att partnern också är mannens halvbror. Trots viss avsky tar El Chivo uppdraget och är på väg att genomföra mordet när den centrala bilolyckan inträffar framför honom. Under det kaos som inträffar efter olyckan tar El Chivo Octavios sårade hund med sig hem för att vårda den. Dessvärre dödar den sårade hunden alla andra hundar i hans hem medan El Chivo inte är där. Trots detta förlåter El Chivo hunden. Medan han fortfarande sörjer sina älskade hundar kidnappar han mannen som anlitade honom samt hans halvbror som han blivit anlitad att mörda. Han lämnar båda i ett rum fastspända med rep men med en laddad pistol inom räckhåll för båda och lämnar dem åt sitt öde. Han besöker sin dotters tomma hus, lämnar ett meddelande på hennes telefonsvarare och en stor summa pengar, och försvinner igen.

## Rollista
- Emilio Echevarría - El Chivo
- Gael García Bernal - Octavio
- Goya Toledo - Valeria
- Álvaro Guerrero - Daniel
- Vanessa Bauche - Susana
- Jorge Salinas - Luis
- Marco Pérez - Ramiro